# Indioscaptor
Indioscaptor is een geslacht van rechtvleugeligen uit de familie veenmollen (Gryllotalpidae). De wetenschappelijke naam van dit geslacht is voor het eerst geldig gepubliceerd in 2003 door Nickle.

## Soorten
Het geslacht Indioscaptor omvat de volgende soorten:
- Indioscaptor indicus Bhargava, 1996
- Indioscaptor leptodactylus Chopard, 1928
- Indioscaptor nepalicus Ingrisch, 2002
- Indioscaptor siangensis Tandon & Shishodia, 1972